# 林春溥
林春溥（1775年—1862年），字立源，福建闽县人，清朝政治人物。
早年好學，“年幼即淹贯群经”。嘉庆戊午举于乡，嘉庆七年（1802年）成进士。为翰林院编修，曾经担任顺天府乡试、会试同考官。主講福州鰲峰書院十九年。后来因父亲年老，回家赡养，于是居家不出。他研读经史不遗余力，著作有《古史纪年》、《古史考年异同表》、《战国纪年》。